# Bostra arcuata
Bostra arcuata är en insektsart som beskrevs av Ludwig Redtenbacher 1908. Bostra arcuata ingår i släktet Bostra och familjen Diapheromeridae. Inga underarter finns listade.